# 40 이어스 인 더 메이킹: 더 매직 뮤직 무비
《40 이어스 인 더 메이킹: 더 매직 뮤직 무비》(40 Years in the Making: The Magic Music Movie)는 미국에서 제작된 리 아론손 감독의 2017년 다큐멘터리 영화이다.
이 영화는 2017년 우드스톡 영화제(Woodstock Film Festival)에서 전 세계 처음으로 초연되었다. 2017년 나파 밸리 영화제에도 등장하였으며 2018년에는 볼더 국제 영화제, 더 리치몬드 영화제, 인텐던스 영화제 등에도 등장하였다. 2018년 8월 3일, 뉴욕시의 빌리지 이스트에 극장 데뷔를 하였다.